# Nomisia scioana
Nomisia scioana är en spindelart som först beskrevs av Pietro Pavesi 1883.  Nomisia scioana ingår i släktet Nomisia och familjen plattbuksspindlar.
Artens utbredningsområde är Etiopien. Inga underarter finns listade i Catalogue of Life.